# Dipogon lignosus
Dipogon lignosus är en ärtväxtart som först beskrevs av Carl von Linné, och fick sitt nu gällande namn av Bernard Verdcourt. Dipogon lignosus ingår i släktet Dipogon och familjen ärtväxter. Inga underarter finns listade i Catalogue of Life.

## Bildgalleri

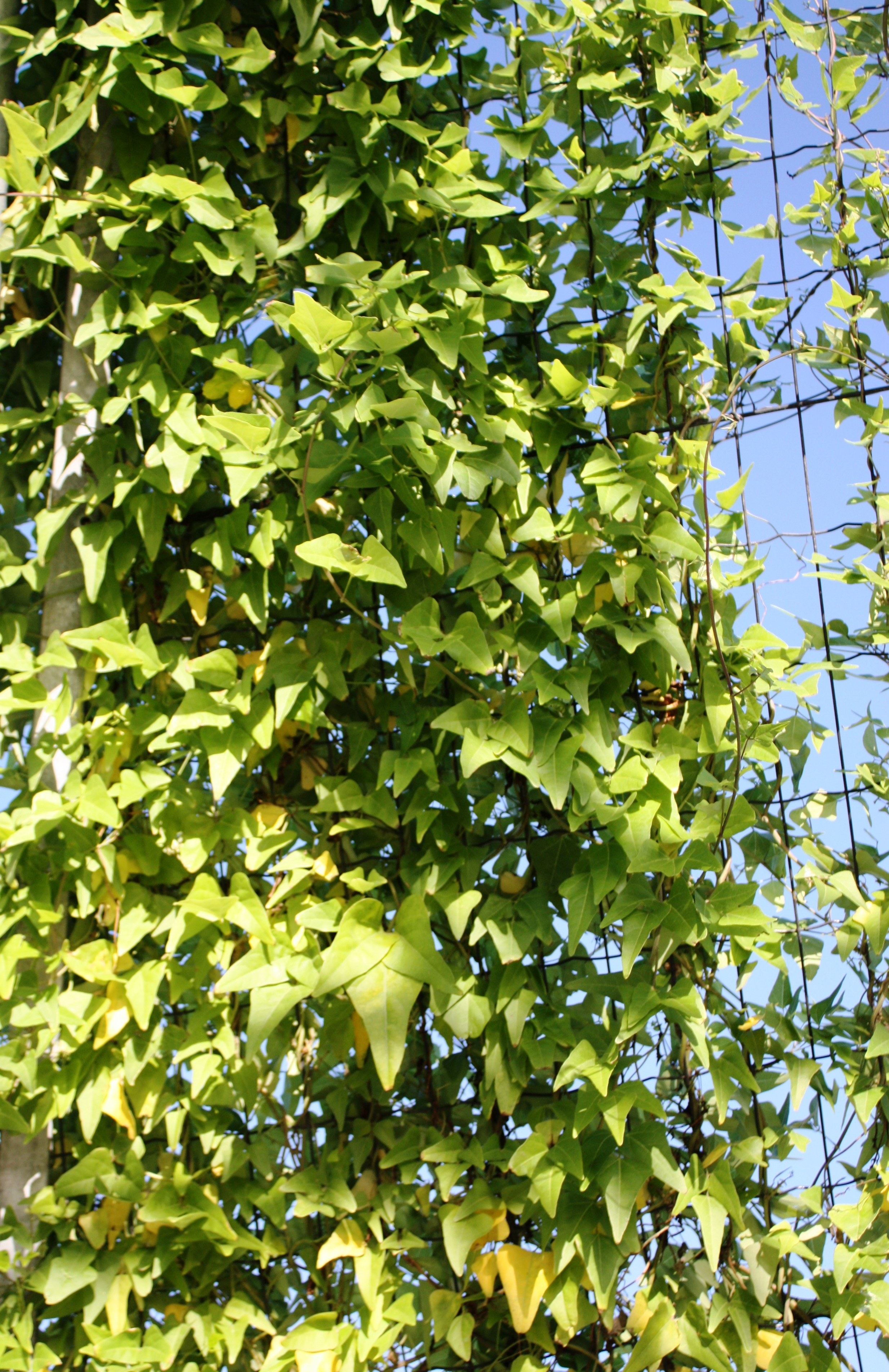
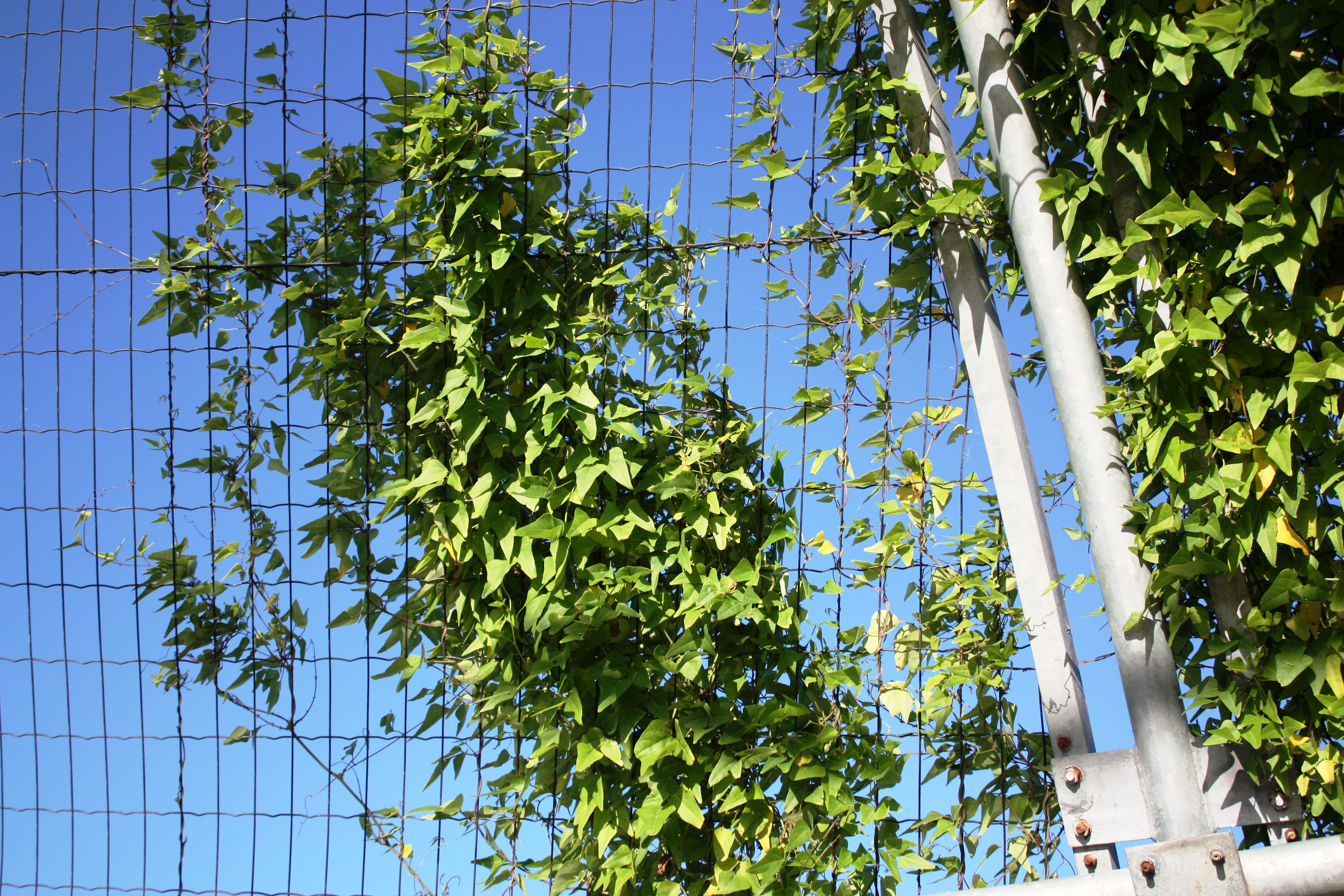
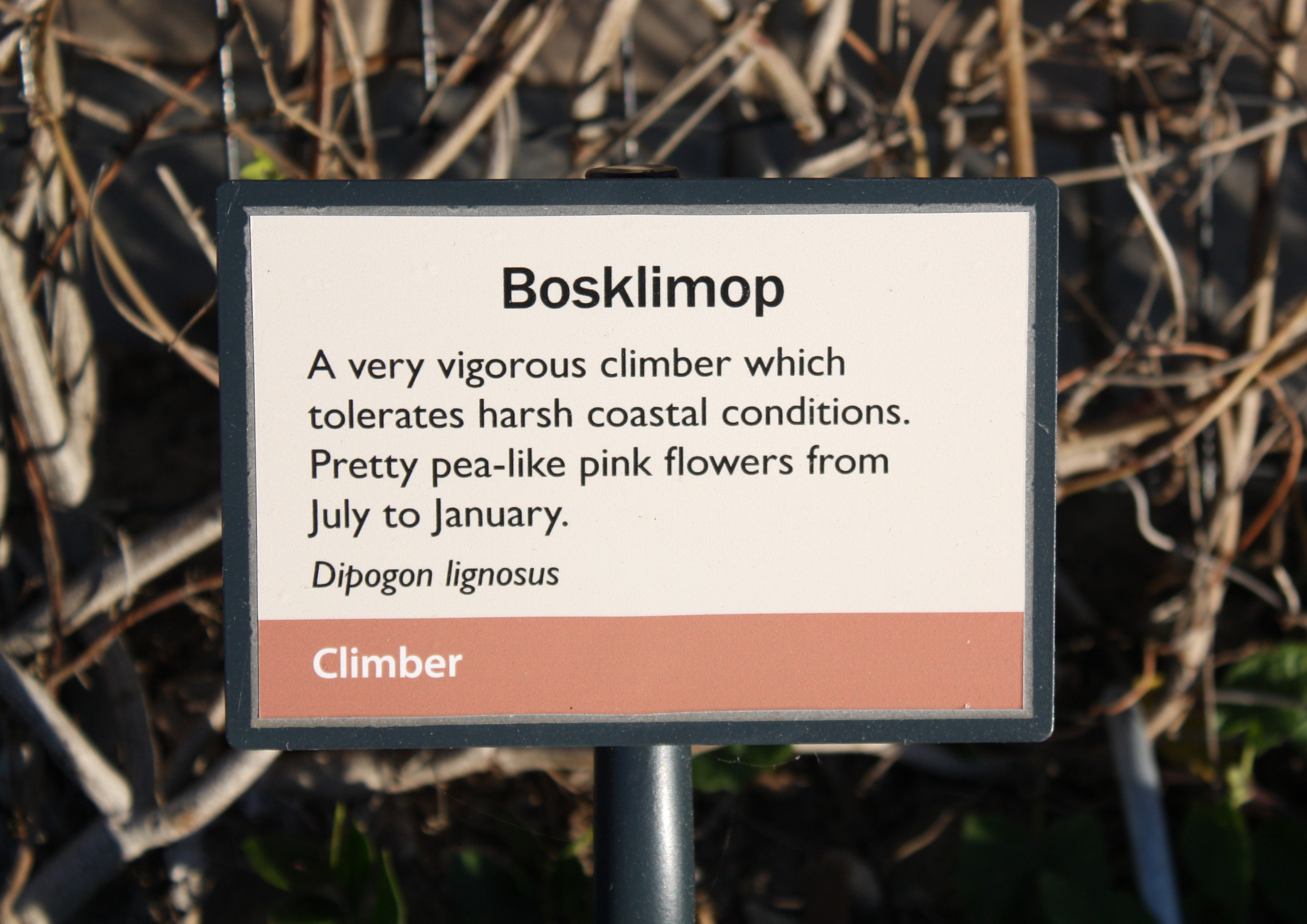